# Iphthimé
Pour les articles homonymes, voir Iphthimé (homonymie).

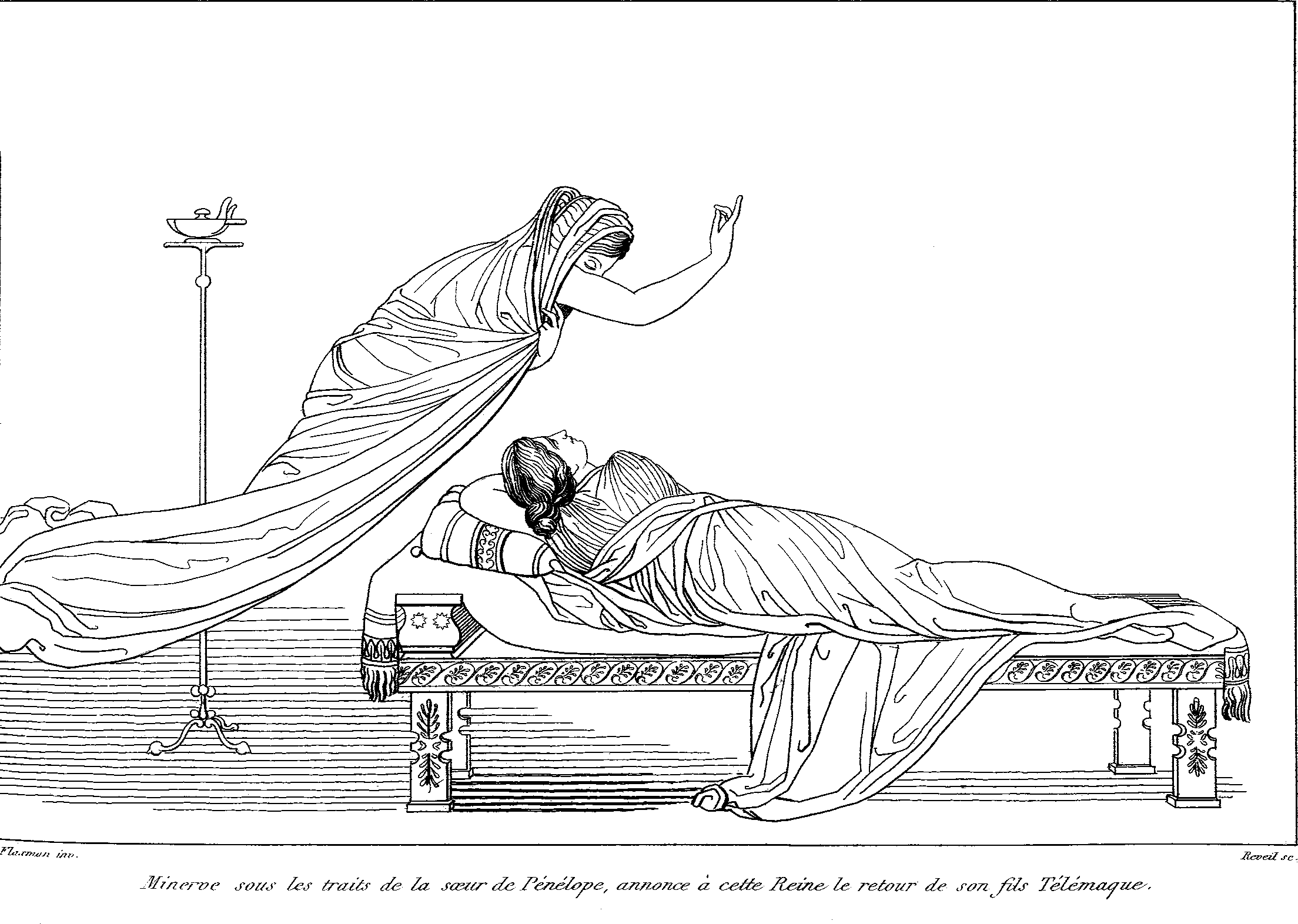
Dessin de John Flaxman (1810).

Dans la mythologie grecque, Iphthimé, sœur de Pénélope, est une fille d'Icarios, roi de Sparte et de Périboea (Péribée). Elle épouse Eumélos, roi de Phères.
Dans l'Odyssée, Athéna crée un fantôme ayant son apparence pour apparaître en songe à Pénélope et lui annoncer le retour de son fils Télémaque, parti s'enquérir de son père Ulysse.